# Americorchestia longicornis
Americorchestia longicornis is een vlokreeftensoort uit de familie van de Talitridae. De wetenschappelijke naam van de soort is voor het eerst geldig gepubliceerd in 1818 door Say.